# Farinera La Ceres Catalana
La farinera La Ceres Catalana, també coneguda com a Casa del Sucre, és una antiga fàbrica situada als carrers del Consell de Cent i de Cartagena de Barcelona.

## Història i descripció
El 1893, Gabriel Casas i Font, resident a la Vila de Gràcia i propietari dels terrenys per llegat dels seus oncles Paula Font i Joan Forasté, va demanar permís per a construir una fàbrica de farines entre el carrer del Consell de Cent i el Rec Comtal, segons el projecte del mestre d'obres Joan Caballé i Fàbregas. Les obres van ser realitzades pel constructor Josep Palmada i Guitart, que va cobrar 72.504 pessetes. Inicialment, s'hi van construir tres edificis que no ocupaven tota la parcel·la i sense façanes al carrer: l'edifici principal o «quadra», de tres plantes i coberta a dues aigües sobre una encavallada de fusta; a tocar de la mitgera amb la fàbrica veïna hi havia un magatzem de planta baixa i coberta a dues aigües; finalment, hi havia l'edifici de les calderes de vapor i la carbonera amb la xemeneia adossada.
L'octubre del 1894, Gabriel Casas va vendre els edificis i la maquinària a quatre socis: Francesc Palés i Arró era llicenciat en Farmàcia i pertanyia a una família d'industrials fariners de Sant Andreu de Palomar; el seu cunyat Andreu Batllori i Umbert, vidu de la seva germana Rosa (†1883), era un majorista de grans, i Vicenç Salleras era un majorista de vi,
llegums i blat. Tots tres, juntament amb Jaume Prat, van constituir el juny del 1896 la societat Francesc Palés i Cia, dedicada a l'explotació de la farinera, que s'anomenaria La Ceres Catalana en al·lusió a la deessa grega de l'agricultura.
El desembre del 1894, Andreu Batllori va demanar permís per a ampliar el conjunt segons el projecte del mestre d'obres Pere Molinas i Coll. S'hi van construir dos nous magatzems: el primer perllongava fins al carrer del Consell de Cent el que ja hi havia construït; el segon es disposava paral·lelament al carrer de Cartagena (aleshores anomenat de la Igualtat) i formava dues naus separades per columnes de fosa amb coberta a dues aigües sobre encavallades de fusta. El 1895 es van instal·lar dues màquines de vapor en un nou edifici amb façana al carrer de Cartagena, i el 3 de gener del 1898 s'hi va produir un incendi, que va afectar el departament de neteja i va destruir la planta tercera i la coberta de l’edifici principal. Francesc Arró va morir sobtadament l'abril del 1902, i el juny del 1903, Batllori va demanar permís per a remuntar un pis al magatzem construït el 1893, segons el projecte del mestre d’obres Ramon Ribera. A partir del 1905, la fàbrica fou arrendada a Gallarda, Farriols i Morgades, societat entre l'industrial fariner Joan Gallarda, amb fàbrica pròpia a la carretera de Ribes (on actualment hi ha els Mercat dels Encants), i de Morgades i Farriols, amb despatx al carrer de la Princesa.
El 1919, Salleras va demanar permís per a substituir dues màquines de vapor per tres motors elèctrics. Entre 1920 i 1928, la farinera fou gestionada per l'industrial Josep Sans i Ferrer. Durant aquesta època, es van produir dos incendis: el primer va tenir lloc el 2 de juny del 1920 i va afectar la «quadra» o edifici principal on es trobava la maquinària; el segon es va produir l'11 de gener del 1924 a la secció d'assecadors i sembla que va afectar greument l'edifici principal. Probablement, i aprofitant la reparació de les destrosses, es va ampliar cap al carrer de Cartagena. Mentrestant, Vicenç Salleras va morir l'octubre del 1922, i el gener del 1928, es va dissoldre la societat Francesc Palés i Cia. A les dècades següents, la farinera seria explotada per la societat anònima Fills d'Antoni Palés Arró, constituïda el maig del 1926, i que hi produïa farina de tapioca per a pinsos, de blat de moro i ordi, i ensucrada per a l'elaboració de xocolata i galetes, mentre que la producció de farina de blat i derivats es feia a L'Esperança.
El 1959, l'empresa es va declarar en fallida, i la propietat va ser adjudicada en subhasta a Josep Maria Masferrer, que va promoure la modificació de dues portes rectangulars a les naus de planta baixa del carrer de Cartagena. Entre 1963 i 1968 s'hi va instal·lar el magatzem de l'empresa Tubos Robles, fabricant de tubs metàl·lics de diferents usos i que col·locà el seu emblema al xamfrà dels carrers de Cartagena i del Consell de Cent. A partir de l'agost del 1968, acollí les instal·lacions de l'empresa Acondicionamientos y Envasados SA, dedicada a l'envasat de productes alimentaris, especialment de cereals, llegums, sucre i fruita seca, i que treballava per a Solís IASA. Durant aquest període, es van construir dos nous coberts al pati central i altres reformes de poc abast, projectades per l'enginyer industrial Francesc Mir i Espinet.
El 2023, l'empresa municipal BIMSA (Barcelona d'Infraestructures Municipals SA) va licitar el projecte de rehabilitació de l'edifici principal com a casal de joves.

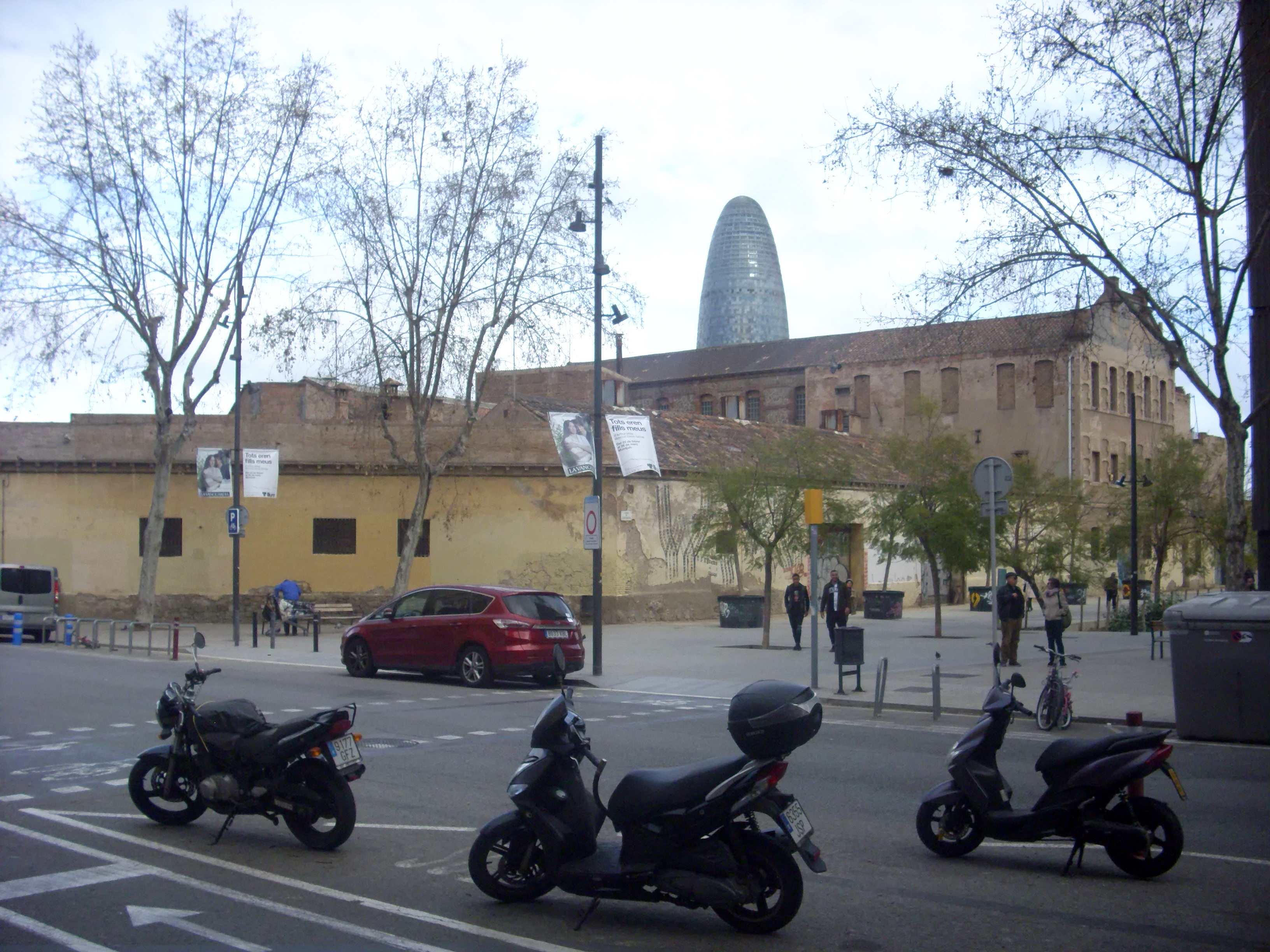
Vista de la fàbrica amb la Torre Glòries al fons